# ثبت ملی فهرست اماکن تاریخی در شهرستان اندرسون، تگزاس

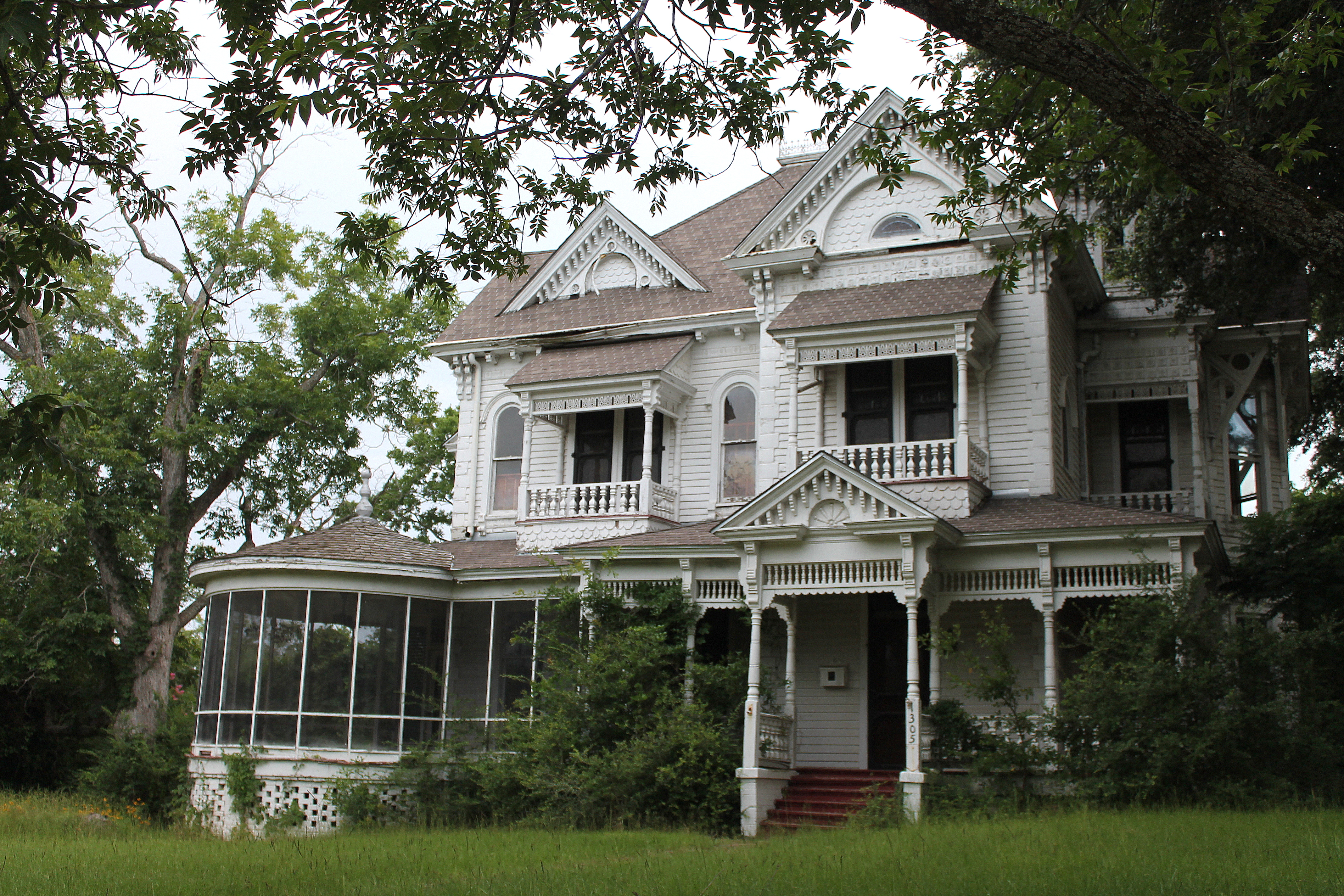
ثبت ملی فهرست اماکن تاریخی در شهرستان اندرسون

ثبت ملی فهرست اماکن تاریخی در شهرستان اندرسون، تگزاس (انگلیسی: National Register of Historic Places listings in Anderson County, Texas) فهرستی است از ثبت آثار و مکان‌های تاریخی ملی در ایالت تگزاس از ایالات جنوبی ایالات‌متحده آمریکا. این فهرست کاملی از ویژگی‌ها و مناطق فهرست‌شده در ثبت ملی اماکن در شهرستان اندرسون، تگزاس را در بر می‌گیرد. چهار منطقه و ۲۳ بنای ثبت شده منحصر به فرد در این شهرستان وجود دارد. هشت بنای شخصی نیز به صورت جداگانه در این فهرست قرار دارند که جزو بناها و آثار تاریخی در تگزاس به ثبت رسیده‌است.